# Teruaki Kurobe
Teruaki Kurobe (黒部 光昭, Kurobe Teruaki) est un footballeur japonais né le 6 mars 1978 dans la préfecture de Tokushima au Japon.